# 卡利科轻兵器
卡利科轻兵器（英語：Calico Firearms Inc.）是一家美国私营制造公司，总部位于俄勒冈州埃尔金，营业范围是设计、开发和制造半自动枪支。于1982年在加利福尼亚州贝克斯菲尔德建立，并于1985年发布了第一批量产武器。1998年，其业务转移到内华达州斯帕克斯，在那里生产现有武器的替换零件。
2006年，公司再次被出售并搬迁至俄勒冈州希尔斯伯勒，在那里恢复了完整的枪支生产线。生产线采用了数控加工工艺并升级了制造中使用的材料。一些量产型号还进行了细微的重新设计，以提高耐用性和可靠性。

## 项目和运营

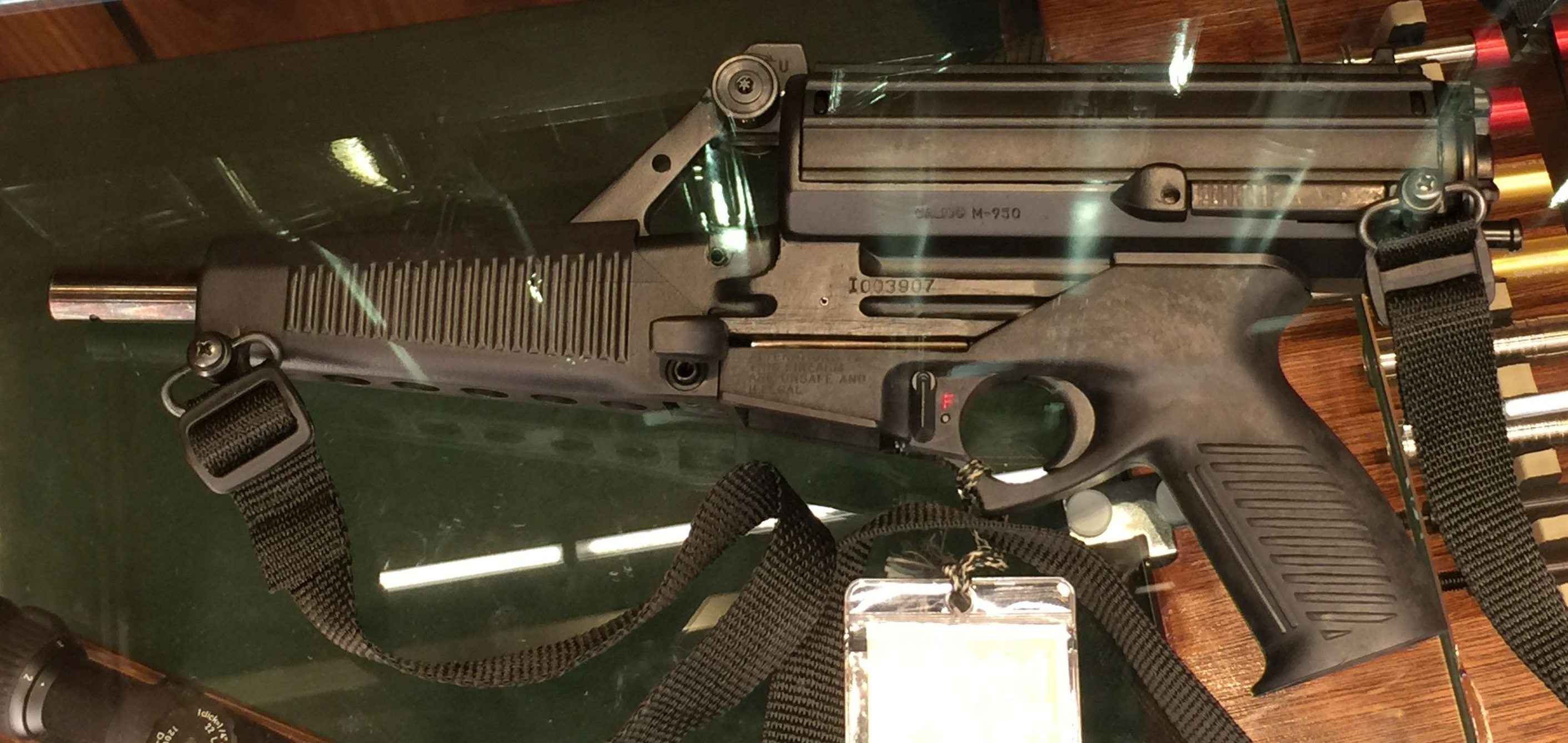
卡利科M950

由于其颇具未来感的外观，卡利科的枪械出现在多部动作和科幻电影中，包括太空炮弹（1987）、暗黑天使（1990）和一些詹姆斯·邦德电影。公司的座右铭是A Revolution in Firepower!（火力革命！）
卡利科是自动和半自动武器大型（50发和100发）弹匣的最大制造商之一。

## 产品
卡利科生产手枪和手枪口径卡宾枪，配有顶部安装的50或100发螺旋供弹弹匣，可从底部端口弹出用过的弹壳，使得黄铜抓手在任何情况下都很实用。9mm手枪、卡宾枪和冲锋枪采用了黑克勒&科赫系列枪械应用的滚轮延迟反冲运作方式。
卡利科M950是一款在美国制造的手枪。与卡利科的所有其他枪支一样，其主要特点是从安装在顶部的专用螺旋弹匣供弹，容量为50发或100发。出厂瞄准镜的精度约60米。
卡利科Liberty是滚轮延迟反冲枪械，Liberty II为半自动步枪，而Liberty III则为手枪，适配9x19mm帕拉贝鲁姆子弹。这些枪使用不特殊的50发或100发螺旋弹匣，可以在相对紧凑且方便的包装中容纳大量子弹。用过的子弹也以一种不寻常的方式排出：向下，在扳机护圈前方。这使得安装有效装置以捕获弹壳变得相对容易，之后可重新装弹。全自动（机枪）型号可供军队、警察和其他政府机构使用。
在2012年SHOT Show上，卡利科展示了一款顶部安装螺旋弹匣的12铅径霰弹枪原型。
当前
- .22 LR手枪
  - 卡利科M110[4]
- .22 LR步枪
  - 卡利科M100S和卡利科M-100 tactical
  - M100FS和M100FS tactical
- 9mm手枪
  - 卡利科Liberty III和卡利科Liberty III tactical[4]
- 9mm步枪
  - Liberty I和Liberty II
  - Liberty I和Liberty II tactical
  - 卡利科M960（仅用于军事和执法部门）
  - 卡利科M960A（英语：Calico M960A）

停产
- .22 LR手枪
  - M100P
- 9mm手枪
  - 卡利科M950
- 卡宾枪
  - M900
  - M951
- 冲锋枪
  - M750
  - M900A
  - M950A[5]

项目取消
- 霰弹枪
  - 卡利科12铅径霰弹枪

## 相关词条
- 位于俄勒冈州的公司列表（英语：List of companies based in Oregon）